# Henri Poincaré
Jules Henri Poincaré (Nancy, 29 de abril de 1854 — Paris, 17 de julho de 1912) foi um matemático, físico e filósofo da ciência francês.
Ingressou na Escola Politécnica em 1873, continuou seus estudos na Escola de Minas sob a tutela de Charles Hermite, e se doutorou em matemática em 1879. Foi nomeado professor de física matemática na Sorbonne (1881), posto que manteve até sua morte. Antes de chegar aos trinta anos desenvolveu o conceito de funções automórficas, que usou para resolver equações diferenciais lineares de segunda ordem com coeficientes algébricos. Em 1895 publicou seu Analysis situs, um tratado sistemático sobre topologia. No âmbito das matemáticas aplicadas estudou numerosos problemas sobre óptica, eletricidade, telegrafia, capilaridade, elasticidade, termodinâmica, mecânica quântica, teoria da relatividade e cosmologia.
Foi descrito com frequência como o último universalista da disciplina matemática. No campo da mecânica elaborou diversos trabalhos sobre as teorias da luz e as ondas eletromagnéticas, e desenvolveu junto a Hendrik Lorentz a teoria da relatividade. A conjectura de Poincaré foi um dos problemas não resolvidos mais desafiantes da topologia algébrica, sendo resolvido apenas em 2003 pelo matemático russo Grigory Perelman, mais de um século após sua proposição; e foi o primeiro a considerar a possibilidade de caos num sistema determinista, em seu trabalho sobre órbitas planetárias. Este trabalho teve pouco interesse até que começou o estudo moderno da dinâmica caótica, em 1963. Em 1889 foi premiado por seus trabalhos sobre o problema dos três corpos.
Alguns de seus trabalhos mais importantes incluem os três volumes de Os novos métodos da mecânica celeste (Les méthodes nouvelles da mécanique céleste), publicados entre 1892 e 1899, e Lições de mecânica celeste (Léçons de  mécanique céleste, 1905). Também escreveu numerosas obras de divulgação científica que atingiram uma grande popularidade, como Ciência e hipótese (1902), O valor da ciência (1904) e Ciência e método (1908).

## Vida
Poincaré nasceu em 29 de abril de 1854 na Cité Ducale, nas vizinhanças de Nancy, França. Seu pai, Leon Poincaré (1828–1892), foi professor de medicina na Universidade de Nancy (Sagaret, 1911). Sua irmã mais jovem, Aline, casou-se com o filósofo espiritualista Émile Boutroux. Outro notável membro de sua família foi seu primo Raymond Poincaré, que iria se tornar presidente da França, de 1913 a 1920, e um destacado membro da Academia Francesa.[carece de fontes?]

### Educação
Durante sua infância adoeceu com difteria.
Em 1862 entrou no Liceu em Nancy (rebatizado Liceu Henri Poincaré em sua honra, juntamente com a Universidade de Nancy). Passou 11 anos no Liceu, e durante este tempo foi um dos estudantes mais destacados. Sua professora de matemática o descrevia como um monstro da matemática e ele ganhou o primeiro prêmio no concours général, uma competição entre os pupilos mais destacados dos Liceus da França. (Suas piores matérias foram a música e a educação física, onde era descrito como melhor que a média. Porém, uma visão fraca e tendência para a falta de concentração podem explicar estas dificuldades (Carl, 1968). Ele se graduou no Liceu em 1871 com o grau de bacharel em letras e ciência.
Durante a Guerra Franco-Prussiana serviu ao lado de seu pai no corpo de ambulâncias.[carece de fontes?]
Poincaré ingressou na École Polytechnique em 1873. Ele estudou matemática, tendo sido aluno de Charles Hermite, continuou se sobressaindo e publicou seu primeiro trabalho (Démonstration nouvelle des propriétés de l'indicatrice d'une surface) em 1874. Graduou-se em 1875 ou 1876 e continuou os seus estudos na École des Mines, aprofundando-se na matemática concomitantemente com sua carga de estudo em Engenharia de minas, recebendo o grau de engenheiro em março de 1879.[carece de fontes?]
Como graduado na École des Mines ele se juntou ao Corps des Mines como inspetor para região de Vesoul no noroeste da França. Ele estava no cargo quando ocorreu um desastre de mineração em Magny em agosto de 1879 no qual morreram 18 mineiros. Ele conduziu as investigações oficiais sobre o acidente de forma conscienciosa e humana.[carece de fontes?]
Ao mesmo tempo, Poincaré estava se preparando para seu doutorado em ciências da matemática sob supervisão de Charles Hermite. Sua tese de doutorado foi no campo das equações diferenciais. Poincaré delineou uma nova maneira de estudar as propriedades destas funções. Ele não somente abordou a questão da determinação das integrais de tais equações, mas também foi a primeira pessoa a estudar suas propriedades geométricas gerais. Ele conclui que elas poderiam ser usadas para modelar o comportamento de múltiplos corpos em movimento livre dentro do sistema solar. Poincaré graduou-se na Universidade de Paris em 1879.[carece de fontes?]

### Casamento
Henri Poincaré casou-se com Louise Poulain d'Andecy (1857-1934), neta de Isidore Geoffroy Saint-Hilaire e bisneta de Étienne Geoffroy Saint-Hilaire em 20 de abril de 1881. Quatro filhos nasceram desta união entre 1887 e 1893: Jeanne (1887-1974), futura esposa de Léon Daum, Yvonne (1889-1939), Henriette (1890-1970), e Léon (1893-1972), também politécnico (classe de 1913), mais tarde engenheiro geral da força aérea.

### Carreira
Logo a seguir, ele foi agraciado com o cargo de professor de matemática na Universidade de Caen. Ele porém nunca abandonou completamente sua carreira de minerador para a matemática. Ele trabalhou no Ministério de Serviços Públicos como um engenheiro na preparação da rodovia noroeste de 1881 a 1885, e tornou-se eventualmente engenheiro chefe da Brigada de Mineiros em 1893 e inspetor geral em 1910.[carece de fontes?]
No início de 1881 e pelo resto de sua carreira, ensinou na Universidade de Paris, (a Sorbonne). Ele foi inicialmente indicado como o maître de conférences d'analyse (professor de análise associado). Eventualmente, ele ocupou a cadeira de Física e Mecânica experimental, Matemática Física e Teoria das Probabilidades, Mecânica celeste e Astronomia.[carece de fontes?]
Também no mesmo ano, Poincaré casou-se com a senhorita Poulain d'Andecy. Juntos eles tiveram 4 filhos: Jeanne (nascida 1887), Yvonne (nascida 1889), Henriette (nascida 1891), e Léon (nascido 1893).[carece de fontes?]
Em 1887, com 32 anos, Poincaré foi eleito para a Academia Francesa de Ciências, da qual se tornou o presidente em 1906, e foi eleito para a Academia Francesa em 1909.[carece de fontes?]
Em 1887 ele ganhou a competição matemática de Oscar II, rei da Suécia, pela resolução do problema dos três corpos referente ao movimento livre de múltiplos corpos em órbita. (Veja a seção abaixo sobre o problema dos três corpos).[carece de fontes?]
Em 1893 Poincaré junta-se ao Bureau des Longitudes francês, o qual estava se engajando na sincronização da hora em torno do mundo. Em 1897 Poincaré apoiou uma proposta sem sucesso de decimalização das medidas circulares, entre elas o tempo e a longitude. Foi neste trabalho que levou a considerar as questões que estabeleceram os fusos horários e a sincronização do tempo entre corpos em movimento relativo.[carece de fontes?] (Veja a seção sobre relatividade abaixo)
Em 1899, e novamente de forma mais bem sucedida em 1904, ele interveio nos julgamentos de Alfred Dreyfus, atacando afirmações espúrias científicas de algumas evidências levantadas contra Dreyfus.[carece de fontes?]

### Morte
Em 1912 Poincaré submeteu-se a uma cirurgia devido a um problema de próstata e subsequentemente morreu de uma embolia em 17 de julho de 1912, aos 58 anos. Foi enterrado no mausoléu da família Poincaré no Cemitério de Montparnasse, Paris.
O então Ministro da Educação Francês, Claude Allègre, propôs em 2004 que Poincaré fosse exumado e enterrado no Pantheon em Paris, o qual é reservado a cidadãos franceses que prestaram grandes serviços à nação.
Participou da 1ª Conferência de Solvay.

## Trabalhos
Poincaré fez muitas contribuições em diferentes campos tais como: mecânica celestial, mecânica dos fluidos, óptica, eletricidade, telégrafo, capilaridade, elasticidade, termodinâmica, teoria do potencial, mecânica quântica, teoria da relatividade e cosmologia.[carece de fontes?] Entre tópicos específicos que ele contribuiu podem ser enumerados:[carece de fontes?]
- Topologia algébrica;
- Teoria das funções analíticas com várias variáveis complexas;
- A teoria das funções Abelianas;
- Geometria Algébrica;
- Teorema da recorrência de Poincaré;
- Geometria hiperbólica;
- Teoria dos Números;
- Problema dos três corpos;
- A teoria das equações diofantinas;
- A teoria do eletromagnetismo;
- A teoria da relatividade restrita;
- Em um trabalho de 1894, ele enunciou o conceito de grupo fundamental;
- No campo da equação diferencial Poincaré obteve muitos resultados que são críticos para a teoria qualitativa das equações diferenciais, por exemplo a Esfera de Poincaré e o mapa de Poincaré.[12][13]

Henri Poincaré é, também, considerado por muitos matemáticos, como o percursor das ideias do Intuicionismo.

### O problema dos três corpos
Em 1887, em homenagem a seu 60° aniversário, Oscar II, Rei da Suécia patrocinou uma competição matemática com um prêmio em dinheiro para resolução da questão de quão estável é o sistema solar, uma variação do problema dos três corpos. Poincaré ressaltou que o problema não estava corretamente estabelecido, e provou que a solução completa não pode ser encontrada. Seu trabalho foi tão impressionante que em 1888 o júri reconheceu seu valor através de uma premiação. Ele mostrou que a evolução de tal sistema é frequentemente caótica no sentido que pequenas perturbações em seu estado inicial, tais como um ligeira mudança na posição inicial do corpo, irão levar a uma mudança radical em seu estado final. Se esta sutil mudança não é percebida pelos nossos instrumentos de medição, então não seremos capazes de predizer o estado final a ser obtido.

### Trabalhos na relatividade

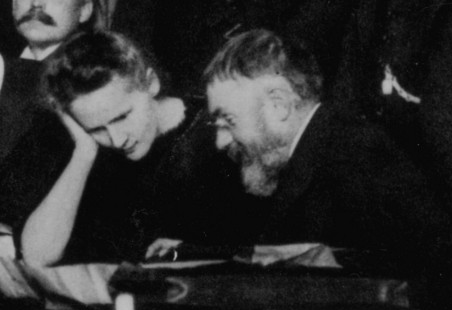
Marie Curie e Poincaré conversando em 1911 na Conferência de Solvay.

O trabalho de Poincaré no estabelecimento de fusos horários internacionais levou-o a considerar como relógios distribuídos sobre a Terra, os quais se movem a velocidade diferente em relação ao espaço absoluto (ou "éter luminoso"), poderiam ser sincronizados. Ao mesmo tempo o teórico neerlandês Hendrik Lorentz tinha estendido a teoria de Maxwell para uma teoria do movimento de partículas carregadas ("eletros" ou "íons"), e suas interações com a radiação. Para isto ele teve que introduzir o conceito de tempo local:[carece de fontes?]
{\displaystyle t^{\prime }=t-vx^{\prime }/c^{2},\;\mathrm {onde} \;x^{\prime }=x-vt}
o qual usaremos para explicar a falha dos experimentos ópticos e elétricos para a detecção do movimento relativo em relação ao éter. Poincaré (1900) comentou a maravilhosa invenção de Lorentz do tempo local e observou que quando movendo relógios que estão sincronizados pela troca de sinais de luzes assumimos que eles viajam ao mesmo tempo em ambas as direções de um referencial. Em A Medição do Tempo (Poincaré 1898), ele argumenta sobre a dificuldade de estabelecer a simultaneidade de eventos distantes e conclui que isto pode ser estabelecido por convenção. Ele também discute o postulado da velocidade da luz, e formula o princípio da relatividade, de acordo com o qual nenhum experimento magnético ou mecânico pode detectar a diferença entre estados de movimento uniforme.[carece de fontes?]
Além disto, Poincaré foi divulgador constante (e algumas vezes crítico amigável) da teoria de Lorentz. Poincaré como um filósofo, tinha interesse no "significado profundo". Portanto ele interpretava a teoria de Lorentz nos termos do princípio da relatividade e isto acabou levando a muitas ideias que agora são associadas com a Relatividade restrita.[carece de fontes?]
Em um trabalho de 1900 Poincaré discutia o recuo de um objeto físico quando este emite um jato de radiação em sua direção, como predito pela eletrodinâmica de Maxwell-Lorentz. Ele comentou que o fluxo de radiação parecia atuar como um fluido fictício com uma massa por unidade de volume de e/c², onde e é a densidade de energia; em outras palavras, o equivalente da massa da radiação é {\displaystyle m=E/c^{2}}, ou {\displaystyle E=mc^{2}}. Poincaré considerava este recuo do emissor como um aspecto não solucionado da teoria de Maxwell-Lorentz, o qual ele discute novamente em Ciência e Hipótese (1902) e em O Valor da Ciência (1904). Por último ele disse que o recuo é contraditório com o principio de Newton desde nosso projétil aqui não tem massa, ele não é matéria, mas energia, e discute dois outros efeitos inexplicáveis:[carece de fontes?]
1. não conservação de massa implicada pela massa variável de Lorentz {\displaystyle \gamma m}, a teoria de Abraham da massa variável e os experimentos de Kaufmann da massa de elétrons rápidos em movimento e
2. não conservação da energia nos experimentos com rádio de Madame Curie. Deve-se a Albert Einstein a ideia de que um corpo perdendo energia como radiação ou calor estava perdendo massa na razão de {\displaystyle m=E/c^{2}}, e a correspondência lei conservação de energia-massa, o qual resolveria estes problemas. No entanto, alguns pesquisadores atribuem a Olinto De Pretto a elaboração da fórmula E = mc².

Em 1905 Poincaré escreveu para Lorentz a respeito de um trabalho de Lorentz de 1904, que Poincaré descreve como um trabalho de suprema importância. Nesta carta ele aponta um erro que Lorentz cometeu quando ele aplicou sua transformação nas equações de Maxwell, para o espaço ocupado pela carga, e também questionou o fator de dilatação do tempo dado por Lorentz. Em uma segunda carta para Lorentz, Poincaré explicou as propriedades do grupo da transformação, para o qual Lorentz não tinha reparado, e deu sua própria explicação sobre por que o fator de dilatação do tempo de Lorentz estava realmente correto: o fator de Lorentz era necessário para a transformação de Lorentz formar um grupo. Nesta carta, ele também atribui a Lorentz aquilo que hoje é conhecido como lei relativística da adição velocidade, a qual é necessária para demonstrar a invariância. Poincaré depois entregou um trabalho no encontro da Academia de Ciências de Paris, em 5 de junho de 1905, na qual estes assuntos foram discutidos.

### Livros traduzidos para o português
- A Ciência e a Hipótese, tradutor(a): Maria Auxiliadora Kneipp, Editora da Universidade de Brasília, 1988, ISBN 8523001883
- Ensaios Fundamentais, tradutor(a): Vera Ribeiro, Editora Contraponto e Editora PUC-Rio, 2008, ISBN 978-85-85910-95-2
- O Valor da Ciência, tradutora: Maria Helena Franco Martins, Editora Contraponto, 1995, ISBN 978-85-85910-02-0
- Últimos Pensamentos, Editora 93, 2023, ISBN 978-6500821079

## Prémios e honrarias
- 1885 - Prêmio Poncelet
- 1900 - Medalha de Ouro da Royal Astronomical Society[17]
- 1901 - Medalha Sylvester[18]
- 1905 - Prémio Bolyai
- 1905 - Medalha Matteucci[19]
- 1911 - Medalha Bruce[20]
- Em sua homenagem receberam o seu nome um submarino lançado em 1929[21] e um navio de ensaios lançado em 1968,[22] da Marinha de França.